# IndyCar
IndyCar este o întrecere de automobile asemănătoare Formulei 1 care are loc cu precădere pe circuite din Statele Unite ale Americii.

## Campionii din IndyCar
| Sezon   | Campion                  | Vice-campion       | Locul 3           | Indy 500           |
| ------- | ------------------------ | ------------------ | ----------------- | ------------------ |
| 2017    | Josef Newgarden          | Simon Pagenaud     | Scott Dixon       | Takuma Sato        |
| 2016    | Simon Pagenaud           | Will Power         | Hélio Castroneves | Alexander Rossi    |
| 2015    | Scott Dixon              | Juan Pablo Montoya | Will Power        | Juan Pablo Montoya |
| 2014    | Will Power               | Hélio Castroneves  | Scott Dixon       | Ryan Hunter-Reay   |
| 2013    | Scott Dixon              | Hélio Castroneves  | Simon Pagenaud    | Tony Kanaan        |
| 2012    | Ryan Hunter-Reay         | Will Power         | Scott Dixon       | Dario Franchitti   |
| 2011    | Dario Franchitti         | Will Power         | Scott Dixon       | Dan Wheldon        |
| 2010    | Dario Franchitti         | Will Power         | Scott Dixon       | Will Power         |
| 2009    | Dario Franchitti         | Scott Dixon        | Ryan Briscoe      | Hélio Castroneves  |
| 2008    | Scott Dixon              | Hélio Castroneves  | Tony Kanaan       | Scott Dixon        |
| 2007    | Dario Franchitti         | Scott Dixon        | Tony Kanaan       | Dario Franchitti   |
| 2006    | Sam Hornish, Jr.         | Dan Wheldon        | Hélio Castroneves | Sam Hornish, Jr.   |
| 2005    | Dan Wheldon              | Tony Kanaan        | Sam Hornish, Jr.  | Dan Wheldon        |
| 2004    | Tony Kanaan              | Dan Wheldon        | Buddy Rice        | Buddy Rice         |
| 2003    | Scott Dixon              | Gil de Ferran      | Hélio Castroneves | Gil de Ferran      |
| 2002    | Sam Hornish, Jr.         | Hélio Castroneves  | Gil de Ferran     | Hélio Castroneves  |
| 2001    | Sam Hornish, Jr.         | Buddy Lazier       | Scott Sharp       | Hélio Castroneves  |
| 2000    | Buddy Lazier             | Scott Goodyear     | Eddie Cheever     | Juan Pablo Montoya |
| 1999    | Greg Ray                 | Kenny Bräck        | Mark Dismore      | Kenny Bräck        |
| 1998    | Kenny Bräck              | Davey Hamilton     | Tony Stewart      | Eddie Cheever      |
| 1996-97 | Tony Stewart             | Davey Hamilton     | Marco Greco       | Arie Luyendyk      |
| 1996    | Scott Sharp Buzz Calkins | -                  | Robbie Buhl       | Buddy Lazier       |

Format:Sezoane de IndyCar